# インディゴの夜
『インディゴの夜』（インディゴのよる）は、加藤実秋による日本の連作短編ミステリー小説シリーズである。この記事では続編の『チョコレートビースト』、『ホワイトクロウ』、『Dカラーバケーション』、『ブラックスローン』、『ロケットスカイ』も合わせて記載する。2010年に連続テレビドラマ化、舞台化された。

## あらすじ
「クラブみたいなハコで、DJやダンサーみたいな男の子が接客してくれるホストクラブがあればいいのに。」何の気なしに発した言葉が発端で、フリーライター・高原晶は仕事仲間の塩谷とともに副業としてホストクラブ「club indigo」を経営することに。経営は思いのほか順調にいったのだが、なぜか店には次から次へと事件が舞いこんでくる。晶たちは素人探偵団を結成し、夜の街を奔走するのだった。

### エピソード一覧
- インディゴの夜
  - インディゴの夜 Tough Nights of Club Indigo
  - 原色の娘 A Vivid Color Girl
  - センター街NPボーイズ The Pride of NP Boys
  - 夜を駆る者 The Manager
- インディゴの夜 チョコレートビースト
  - 返報者 Get Even
  - マイノリティ / マジョリティ Minority / Majority
  - チョコレートビースト Chocolate Beast
  - 真夜中のダーリン Midnight Darling
- インディゴの夜 ホワイトクロウ
  - プロローグ
  - 神山グラフィティ Kamiyama Graffiti
  - ラスカル3 Rascal3
  - シン・アイス Thin Ice
  - ホワイトクロウ A White Crow
- インディゴの夜 Dカラーバケーション
  - 7days活劇
  - サクラサンライズ
  - 一剋
  - Dカラーバケーション
- インディゴの夜 ブラックスローン
- インディゴの夜 ロケットスカイ
  - スゥィートトリック
  - ラシュリードライブ
  - 見えない視線
  - ロケットスカイ

前日譚
- 渋谷スクランブルデイズ インディゴ・イヴ

## 主な登場人物
高原 晶（たかはら あきら）
本作の主人公。フリーライターとホストクラブ・オーナーという、二足の草鞋を履く女性。1960年代生まれで四十路前ということもあり、若者のファッションや言動などについていけない節がある。塩谷とは腐れ縁といった感じでお互い憎まれ口を叩く仲だが、憂夜をはじめ店のホストたちからは慕われている。
塩谷（しおや）
大手出版社の編集者。晶とは5年来の知り合いで、「club indigo」共同経営者でもある。非常に無愛想な男。
憂夜（ゆうや）
表向きはマネージャーだが、素人の晶たちに代わり実質オーナーとして店を取り仕切る。全てが謎に包まれており、塩谷がどこかから連れてきたということ以外は誰も彼の素性を知らない。ある者は彼を伝説のホストと呼び、ホストの帝王・空也も彼に一目置いている。
ジョン太（ジョンた）
「club indigo」のNo.1ホスト。大きく膨れたアフロヘアがトレードマーク。飛び抜けたルックスというわけではないが、気立ての良さで人気を博す。
犬マン（いぬマン）
ナンパの名手。歌に物真似にダンスと多芸で、エンターテイナーぶりを発揮する。犬マンと名乗りながら猿顔をしている。
DJ本気（ディージェイまじ）
金髪マッシュルームカットが特徴。源氏名に "DJ" と付けていながら、DJには興味も無ければやったこともないという。
アレックス
日米のハーフで、身長2 m、体重100 kgを超す巨漢。プロのキックボクサーであり、怪力の持ち主。有事の際には非常に頼りになる男。
ポンサック
プロのキックボクサー。典型的なタイ人顔で、プロデビュー時にジムの会長が「日本人の父親とタイ人の母親を持つハーフ」というキャラクターを考案したため、カタコトの日本語で話す（あくまでキャラ作りのため。普通に話すことはできる）。ポンサック・チャイバンチャーというリングネームを名乗っているが、本名は内田 智久（うちだ ともひさ）で、清瀬市出身のれっきとした日本人。テレビドラマでは「club indigo」のホストで、本名は本田 作太郎（ほんだ さくたろう）。入店の際、塩谷がその外見に目をつけ、「ポンサック」と無理やり名乗らせた。タイ人を名乗っているが、エスニック料理は大の苦手。19歳の妻と2歳の息子がいる（テレビドラマでは五男一女の父親）。
テツ
坊主頭に不精ひげを生やした新人ホスト（テレビドラマでは、ユニセックスな正統派美少年という設定に変更）。ジョン太を兄貴分と慕い、他のホストたちからも弟的存在として可愛がられている。しかし、本当は性同一性障害を持つ女性で、本名は河村桃子（かわむら ももこ）。その秘密を知られたことから、ある事件を引き起こしてしまう。原作ではこの事実を知るのは晶だけだったが、テレビドラマでは晶のほかに、憂夜、「club indigo」のホスト全員、なぎさママが知ることになる。
なぎさママ
渋谷に数件のバーやレストランを経営するやり手のママ。いわゆるおネエ系で、若いイケメンに目が無い。派手なカツラやブランド物の衣装などで着飾っているが逞しいガタイをしている。柔道の有段者でインターハイ出場歴もあるため、アレックスとともにいざというときには頼もしい存在となる。まりんという愛くるしい外見とは裏腹に凶暴な性格のトイプードルを飼っている。テレビドラマでは、エピソード7でのテツと大迫歩美との叶わぬ恋に同情して涙を流したり、エピソード8でテツが性同一性障害だと知り困惑したジョン太の背中を押している。
柴田 克一（しばた かついち）
渋谷署生活安全課課長。背が低いため、晶たちからは嫌味を込めて「豆柴」と呼ばれる。晶たちが探偵気取りで事件に首を突っ込むことを快く思っていない。
空也（くうや）
歌舞伎町のホストクラブ「エルドラド」のNo.1ホスト。エルドラドでトップを獲るということは、全国のホストの頂点に立つことを意味し、ホスト界の帝王と呼ばれる。ホストならではの人脈を活かし、たびたび晶たちに協力する。

## 書誌情報

### インディゴの夜
『インディゴの夜』（第10回創元推理短編賞受賞作）
- 単行本：2005年3月1日発売、ISBN 4-488-01712-6
- 創元推理文庫：2008年3月11日発売、ISBN 978-4-488-46801-9
- 集英社文庫：2013年4月19日発売、ISBN 978-4-087-45058-3

『インディゴの夜 チョコレートビースト』
- 単行本：2006年4月11日発売、ISBN 4-488-01724-X
- 創元推理文庫：2009年2月13日発売、ISBN 978-4-488-46802-6
- 集英社文庫：2013年6月26日発売、ISBN 978-4-087-45083-5

『インディゴの夜 ホワイトクロウ』
- 単行本：2008年11月28日発売、ISBN 978-4-488-01752-1
- 創元推理文庫：2010年2月12日発売、ISBN 978-4-488-46803-3
- 集英社文庫：2013年8月21日発売、ISBN 978-4-087-45105-4

『インディゴの夜 Dカラーバケーション』
- 単行本：2010年4月22日発売、ISBN 978-4-488-02457-4
- 創元推理文庫：2012年2月29日発売、ISBN 978-4-488-46804-0
- 集英社文庫：2013年10月18日発売、ISBN 978-4-087-45124-5

『インディゴの夜 ブラックスローン』
- 集英社文庫：2014年3月20日発売、ISBN 978-4-08-745170-2

『インディゴの夜 ロケットスカイ』
- 集英社文庫：2015年5月20日発売、ISBN 978-4-08-745321-8

### インディゴ・イヴ
『渋谷スクランブルデイズ インディゴ・イヴ』
- 集英社文庫：2020年3月19日発売、ISBN 978-4-08-744095-9

## テレビドラマ
東海テレビと共同テレビの共同制作により、フジテレビ系列局で2010年1月5日から同年4月2日までの全63回にわたり平日（月曜 - 金曜） 13時30分 - 14時00分 (JST) に放送された。このドラマの放送終了後には舞台化もされた（後述）。東海テレビ制作による昼ドラ枠で共同テレビ制作による作品が放送されるのは今作が初めてとなる。2015年1月5日からは、Dlife（月曜-金曜：11時00分-11時30分）でも放送されている。
キャッチコピーは「事件、恋愛、疾走、仲間、解決。」。

### 概要
この枠としては従来と一線を画し、5話（エピソード5・9・12は4話、エピソード13は6話）で1つのエピソードを綴る手法を採った。エピソード9・13はテレビ化に当たって新たに制作された書下ろしである。また、『安宅家の人々』以来9作品ぶりにオープニングタイトルが制作された（キャスト・スタッフロールは引き続き横スクロール）。ただし、vol.39・41・44・45・47・48・49・50・51・56・61・63ではオープニングタイトルを放送せず、本編中にキャスト・スタッフロールを流した。この他、ホスト役の天野浩成、高木万平、高木心平、真山明大が「INDIGO4」としてエンディングテーマを担当。2010年3月22日 - 26日には、森口瑤子とINDIGO4が共演したウエラトーン ツープラスワンのCM「indego×WELLATON2+1」がドラマ放送時間限定で放送された。
森口瑤子は、1995年の『風のロンド』以来15年ぶりの昼ドラ主演。舞台と連動してエピソード12にゲスト出演する貴城けいは、今作がドラマ初出演。
レギュラー・ゲストともに特撮番組に出演したキャストが多く、vol.6では「特撮ヒーローに出ていそうなイケメン」というセルフパロディのような台詞も出ていた。

### キャスト

#### club indigo
- 高原晶 - 森口瑤子
- 塩谷馨 - 六角精児
- 憂夜 - 加藤和樹
- ジョン太 - 和田正人
- 犬マン - 天野浩成
- アレックス - 深水元基
- DJ本気（明智） - 加治将樹
- テツ（河村桃子） - 森カンナ
- ポンサック（本田作太郎） - 玉有洋一郎
- モイチ（大槻大和） - 高木万平（エピソード2 - ）
- モサク（大槻武蔵） - 高木心平（エピソード2 - ）
- 樹 - 真山明大（エピソード3 - ）
- 吉田吉男 - 田中幸太朗（エピソード4 - ）
- バーテンダー - 高山猛久
- ウェイター - 佐藤峻

#### その他レギュラーキャスト
- 藤崎司 - 松田賢二（ - エピソード6）
- 小森貴子 - 長谷部優
- 小森剛 - 橋本智哉
- ミカ - 華城季帆
- カオル - 志村陽香
- 小金澤美玖 - 加賀美早紀（エピソード2 - ）
- 空也 - 徳山秀典
- 早乙女勘九郎 - 田村圭生
- 柴田克一 - 我修院達也
- なぎさママ - 升毅

#### ゲスト
- エピソード1
  - TKO（小野武雄） - 金子裕
  - 木内奈々枝 - 及川水生来
  - エリカ - 折井あゆみ
  - アツシ - 佐野大樹
  - 山口 - 黒石高大
  - 竹田 - 中村龍介
  - 幸子 - 石川香織
  - ジュンコ - 山本真由美
  - シゲル - 山田ジルソン
  - 小平満夫 - 沼崎悠
  - ヒナコ - 秋葉レイ
  - 迫あゆみ
  - 浦ちあき
  - 五十嵐大輔
  - 石川雄也
  - 永久里史
  - 須佐心一

- エピソード2
  - 小金澤龍彦 - 大石吾朗
  - 12歳の美玖（回想） - 笠菜月
  - 望月 - 辻義人
  - ハヂメ - 塩澤英真
  - Kスケ - 未来弥
  - 久保田 - 水野智則
  - 有賀 - 戯武尊
  - 佐藤 - 龍坐
  - 墨岡大五郎 - 飯田基祐
  - 出版社の女性社員 - 里中あや
  - 中橋織香
  - 飯塚由衣
  - 相楽かごめ
  - 花純

- エピソード3
  - 佐々木耀子 - 山口いづみ
  - 雅也 - 五十嵐飛大
  - ヒロ - 下川真矢
  - シュン - 佐藤匡泰
  - 小百合 - 山口みよ子
  - 雅也の客 - 西崎果音
  - 出版社の社員 - 岐部公好
  - エステサロン『ソワメール』従業員 - 田口寛子
- エピソード4
  - 楠祐梨亜 - 伊藤綺夏
  - 楠美里 - 宮澤美保
  - 武琉 - 鈴木藤丸
  - 小久保丈二
  - 寺山武志
  - 井原利明
  - 山口マナ
  - 板倉あみ

- エピソード5
  - 高井可奈 - 近野成美
  - 東徹男 - ト字たかお
  - 東聡 - 長部努
  - 沙織 - 渋谷琴乃
  - 梓 - 佐久間麻由
  - ￥（円谷） - 竹内友哉
  - ￠（千堂） - 福田雄也
  - アレックスのトレーナー - 臼井知史
  - 深澤ゆうき
  - 細川彩

- エピソード6
  - 原島圭介 - 藤田昌宏
  - 小平満夫 - 沼崎悠
  - 杵塚雅俊 - 中山克己
  - 蛯沢 - 小高三良
  - 原島の妻 - 木村なおみ
  - 津田亜矢子 - 田村奈己
  - 島田結子 - 宮前希依
  - 山田弓子 - 坂本和代
  - 喫茶店のマスター - 藏内秀樹
  - ドゥ・パブリッシング社員 - 岡崎憲
  - 女性社員 - 西島未智
  - 印南俊佑
  - 奥村功

- エピソード7
  - 彫比佐 - 麿赤兒
  - 大迫歩美 - 西田奈津美
  - 平岡亘 - 古原靖久
  - 平岡の仲間 - 河野マサユキ
  - 平岡の仲間 - 淺井孝行
  - 金 - 金萬福
  - リエ - 平塚奈菜
  - ノブ - 坂口征夫
  - 刺青の男 - 岩永洋昭
  - 中華料理店の店員 - 鮑立傑
  - クラブ・フェニックス店員 - 田中稔彦
  - 青山友紀
  - 川原由郁
  - 西本馨
  - 今井美幸
  - 平野由希

- エピソード8
  - 池下若菜（沢下恵子） - 尾高杏奈
  - 古川まどか - 春日井静奈
  - 西田香奈恵 (nishika) - 杉田浩子
  - 本田翔太 - 谷山毅
  - 翔太の友人 - 小室優太
  - 翔太の友人 - 荒木博斗
  - 翔太の友人 - 渡邉奏人
  - ユタカ出版社員 - 箱田暁史
  - ユタカ出版社員 - 木村真奈美
  - エルドラドの新人ホスト - 上野亮
  - 若菜の兄 - 有川良太
  - 中村敦子

- エピソード9
  - 加藤蓉子 - 円城寺あや
  - 大槻敏子 - 山本みどり
  - 野崎 - 樋渡真司
  - 大和・武蔵の父親（回想） - 佐藤貢三
  - 幼少期の大和（回想） - 川嶋千勝
  - 幼少期の武蔵（回想） - 川嶋拓海
  - ブラックファルコンのホスト - 河野朝哉
  - 中華料理店の店員 - 今野ひろみ
  - 泣いていた子供 - 佐藤瑠生亮
  - 泣いていた子供の母親 - 武田京子

- エピソード10
  - 森井明日香 - 前原エリ
  - 森井依子 - 藤吉久美子
  - タクミ - 藤井貴規
  - 藤尾義則 - 浜近高徳
  - 花崎啓子 - 長谷川由里
  - カスミ - 嘉陽愛子
  - チエコ - 田中涼子
  - シゲ - 成瀬労
  - 宮本 - 七枝実
  - 佐々木 - 光宣
  - 長谷部 - 土屋伊
  - 森井敬三（回想） - 岡崎宏
  - 10歳の明日香（回想） - 河村満里愛
  - ダンボール回収の男 - 宮崎敦吉
  - 女性警官 - 小野村麻郁
  - 強盗事件の被害者 - 大塚秀記
  - 浦出華代
  - 更井孝行
  - 松田実里
  - 佐藤あずさ
  - 河合風花

- エピソード11
  - 木下有紗 - 小松彩夏
  - 薬の密売人 - 夕輝壽太
  - 佐智子 - 弥香
  - 小西 - 内野智
  - 佐々木 - 歌田裕一
  - 麻衣の姉 - 関口美保子
  - 麻衣 - 高橋慶子
  - 明智弥生 - 元井須美子
  - 明智家のお手伝い - 芳野友美
  - クラブ・ソニックスの店員 - 齋藤ヤスカ
  - 小西・佐々木の仲間 - 宮林大輔
  - 小西・佐々木の仲間 - 指宿豪
  - 小西・佐々木の仲間 - 大倉弘也
  - 増山浩一

- エピソード12
  - 三国蘭子 - 貴城けい
  - 木下有紗 - 小松彩夏
  - 蓮侍 - 中村譲
  - 蘭子の秘書 - 奥田崇
  - 蘭子の秘書 - 松下幸司

- エピソード13
  - 村上和馬（和也） - 佐野和真
  - 三国蘭子 - 貴城けい
  - 会長 - 斉木しげる
  - 黒田亘 - 山本圭祐
  - 蘭子の秘書・山田 - 奥田崇
  - ブラックリストの女性客 - 建みさと
  - 女性客の夫の手下 - 成瀬勝也
  - 沢田研三 - 瀬下尚人 (THE CONVOY)
  - 原田明子 - 野上智加
  - 佐藤一樹 - 菅沼大地
  - 賢 - 中村翼
  - 少年期の和馬（写真） - 大嶋捷稔
  - 立野海修
  - 森川藍子
  - 鹿野優志
  - 金子美鈴
  - 玉田雅俊
  - 新家真里佳
  - 茅野超
  - 冨岡幸恵

### スタッフ
- 原作 - 『インディゴの夜』シリーズ 加藤実秋著（東京創元社刊）
- 脚本 - 高山直也、武田有起、根津理香、森ハヤシ
- 広報 - 庄野俊哉（東海テレビ）、山本章子（東海テレビ）
- プロデューサー - 服部宣之（東海テレビ）、橋本芙美（共同テレビ）、後藤勝利（共同テレビ）
- 演出 - 星田良子（共同テレビ）、北川学（共同テレビ）、皆川智之、吉田使憲、八十島美也子
- 音楽 - 森英治
- 音楽プロデュース - S.E.N.S. Company
- ナレーション - 小原雅人
- 主題歌 - Love 「わたしあうもの」（ソニー・ミュージックアソシエイテッドレコーズ）
- エンディングテーマ - INDIGO4 「ココロ-Dear my friends-」（ポニーキャニオン）
- 制作 - 東海テレビ、共同テレビ

### サブタイトル
| エピソード                                                | 話数   | 放送日        | サブタイトル | 脚本     | 演出         | 原作                                    |
| --------------------------------------------------------- | ------ | ------------- | ------------ | -------- | ------------ | --------------------------------------- |
| 1                                                         | vol.1  | 2010年1月5日  | 奈落の底!?   | 高山直也 | 星田良子     | インディゴの夜 （TKO関連部分）          |
| 1                                                         | vol.2  | 2010年1月6日  | 私が探偵!?   | 高山直也 | 星田良子     | インディゴの夜 （TKO関連部分）          |
| 1                                                         | vol.3  | 2010年1月7日  | 謎…犯人の死  | 高山直也 | 星田良子     | インディゴの夜 （TKO関連部分）          |
| 1                                                         | vol.4  | 2010年1月8日  | 謎の二人組   | 高山直也 | 星田良子     | インディゴの夜 （TKO関連部分）          |
| 1                                                         | vol.5  | 2010年1月11日 | 真犯人       | 高山直也 | 星田良子     | インディゴの夜 （TKO関連部分）          |
| 2                                                         | vol.6  | 2010年1月12日 | 脅迫状       | 高山直也 | 星田良子     | センター街NPボーイズ                    |
| 2                                                         | vol.7  | 2010年1月13日 | 消えた男     | 高山直也 | 星田良子     | センター街NPボーイズ                    |
| 2                                                         | vol.8  | 2010年1月14日 | 狙いは何?    | 高山直也 | 星田良子     | センター街NPボーイズ                    |
| 2                                                         | vol.9  | 2010年1月15日 | また死体?    | 高山直也 | 星田良子     | センター街NPボーイズ                    |
| 2                                                         | vol.10 | 2010年1月18日 | 再度の脅迫   | 高山直也 | 星田良子     | センター街NPボーイズ                    |
| 3                                                         | vol.11 | 2010年1月19日 | 新入り登場   | 武田有起 | 星田良子     | 返報者                                  |
| 3                                                         | vol.12 | 2010年1月20日 | 危険な1位    | 武田有起 | 星田良子     | 返報者                                  |
| 3                                                         | vol.13 | 2010年1月21日 | 参考人!?     | 武田有起 | 星田良子     | 返報者                                  |
| 3                                                         | vol.14 | 2010年1月22日 | 犯人の匂い   | 武田有起 | 星田良子     | 返報者                                  |
| 3                                                         | vol.15 | 2010年1月25日 | 標的の法則   | 武田有起 | 星田良子     | 返報者                                  |
| 4                                                         | vol.16 | 2010年1月26日 | わがまま娘   | 武田有起 | 北川学       | 原色の娘                                |
| 4                                                         | vol.17 | 2010年1月27日 | 自殺願望!?   | 武田有起 | 北川学       | 原色の娘                                |
| 4                                                         | vol.18 | 2010年1月28日 | 誘拐事件!    | 武田有起 | 北川学       | 原色の娘                                |
| 4                                                         | vol.19 | 2010年1月29日 | 誘拐の真相   | 武田有起 | 北川学       | 原色の娘                                |
| 4                                                         | vol.20 | 2010年2月1日  | 危険な再会   | 武田有起 | 北川学       | 原色の娘                                |
| 5                                                         | vol.21 | 2010年2月2日  | アフロの恋   | 根津理香 | 皆川智之     | 神山グラフィティ                        |
| 5                                                         | vol.22 | 2010年2月3日  | 消えた彼女   | 根津理香 | 皆川智之     | 神山グラフィティ                        |
| 5                                                         | vol.23 | 2010年2月4日  | 犯人確保!?   | 根津理香 | 皆川智之     | 神山グラフィティ                        |
| 5                                                         | vol.24 | 2010年2月5日  | ギャルの涙   | 根津理香 | 皆川智之     | 神山グラフィティ                        |
| 6                                                         | vol.25 | 2010年2月8日  | 店長の過去   | 武田有起 | 星田良子     | マイノリティ / マジョリティ             |
| 6                                                         | vol.26 | 2010年2月9日  | 不安と動揺   | 武田有起 | 星田良子     | マイノリティ / マジョリティ             |
| 6                                                         | vol.27 | 2010年2月10日 | 不正の証拠   | 武田有起 | 星田良子     | マイノリティ / マジョリティ             |
| 6                                                         | vol.28 | 2010年2月11日 | 彼が黒幕!?   | 武田有起 | 星田良子     | マイノリティ / マジョリティ             |
| 6                                                         | vol.29 | 2010年2月12日 | 婚約者の罪   | 武田有起 | 星田良子     | マイノリティ / マジョリティ             |
| 7                                                         | vol.30 | 2010年2月15日 | 恋人発覚!?   | 武田有起 | 北川学       | チョコレートビースト                    |
| 7                                                         | vol.31 | 2010年2月16日 | 盗まれた犬   | 武田有起 | 北川学       | チョコレートビースト                    |
| 7                                                         | vol.32 | 2010年2月17日 | 意味深発言   | 武田有起 | 北川学       | チョコレートビースト                    |
| 7                                                         | vol.33 | 2010年2月18日 | 秘密発覚!    | 武田有起 | 北川学       | チョコレートビースト                    |
| 7                                                         | vol.34 | 2010年2月19日 | 秘密死守!    | 武田有起 | 北川学       | チョコレートビースト                    |
| 8                                                         | vol.35 | 2010年2月22日 | 迷惑な記者   | 武田有起 | 星田良子     | インディゴの夜 （若菜・まどか関連部分） |
| 8                                                         | vol.36 | 2010年2月23日 | 記者の死     | 武田有起 | 星田良子     | インディゴの夜 （若菜・まどか関連部分） |
| 8                                                         | vol.37 | 2010年2月25日 | 犯人逮捕!?   | 武田有起 | 星田良子     | インディゴの夜 （若菜・まどか関連部分） |
| 8                                                         | vol.38 | 2010年2月26日 | 苦しい推理   | 武田有起 | 星田良子     | インディゴの夜 （若菜・まどか関連部分） |
| 8                                                         | vol.39 | 2010年3月1日  | 罪の発覚     | 武田有起 | 星田良子     | インディゴの夜 （若菜・まどか関連部分） |
| 9                                                         | vol.40 | 2010年3月2日  | 客の怒り     | 森ハヤシ | 吉田使憲     | ドラマオリジナル                        |
| 9                                                         | vol.41 | 2010年3月3日  | 双子の母     | 森ハヤシ | 吉田使憲     | ドラマオリジナル                        |
| 9                                                         | vol.42 | 2010年3月4日  | 互いの嘘     | 森ハヤシ | 吉田使憲     | ドラマオリジナル                        |
| 9                                                         | vol.43 | 2010年3月5日  | 消えた母親   | 森ハヤシ | 吉田使憲     | ドラマオリジナル                        |
| 10                                                        | vol.44 | 2010年3月8日  | 公園の死体   | 高山直也 | 北川学       | シン・アイス                            |
| 10                                                        | vol.45 | 2010年3月9日  | 大金入手!?   | 高山直也 | 北川学       | シン・アイス                            |
| 10                                                        | vol.46 | 2010年3月10日 | 冤罪の危機   | 高山直也 | 北川学       | シン・アイス                            |
| 10                                                        | vol.47 | 2010年3月11日 | 薬局の秘密   | 高山直也 | 北川学       | シン・アイス                            |
| 10                                                        | vol.48 | 2010年3月12日 | 画家の告白   | 高山直也 | 北川学       | シン・アイス                            |
| 11                                                        | vol.49 | 2010年3月15日 | 危険な薬?    | 武田有起 | 皆川智之     | 夜を駆る者                              |
| 11                                                        | vol.50 | 2010年3月16日 | 拉致事件     | 武田有起 | 皆川智之     | 夜を駆る者                              |
| 11                                                        | vol.51 | 2010年3月17日 | 恋する資格   | 武田有起 | 皆川智之     | 夜を駆る者                              |
| 11                                                        | vol.52 | 2010年3月18日 | 店長の潜入   | 武田有起 | 皆川智之     | 夜を駆る者                              |
| 11                                                        | vol.53 | 2010年3月19日 | 一千万円!    | 武田有起 | 皆川智之     | 夜を駆る者                              |
| 12                                                        | vol.54 | 2010年3月22日 | 女社長現る   | 武田有起 | 星田良子     | 真夜中のダーリン                        |
| 12                                                        | vol.55 | 2010年3月23日 | 宣戦布告!?   | 武田有起 | 星田良子     | 真夜中のダーリン                        |
| 12                                                        | vol.56 | 2010年3月24日 | 招待状       | 武田有起 | 八十島美也子 | 真夜中のダーリン                        |
| 12                                                        | vol.57 | 2010年3月25日 | 悪女の企み   | 武田有起 | 星田良子     | 真夜中のダーリン                        |
| 13                                                        | vol.58 | 2010年3月26日 | 新メンバー   | 武田有起 | 星田良子     | ドラマオリジナル                        |
| 13                                                        | vol.59 | 2010年3月29日 | 刺された男   | 武田有起 | 星田良子     | ドラマオリジナル                        |
| 13                                                        | vol.60 | 2010年3月30日 | 消えた店長   | 武田有起 | 星田良子     | ドラマオリジナル                        |
| 13                                                        | vol.61 | 2010年3月31日 | 過去の事件   | 武田有起 | 星田良子     | ドラマオリジナル                        |
| 13                                                        | vol.62 | 2010年4月1日  | 謎の買収話   | 武田有起 | 星田良子     | ドラマオリジナル                        |
| 13                                                        | vol.63 | 2010年4月2日  | 店長大暴走   | 武田有起 | 星田良子     | ドラマオリジナル                        |
| 1月平均5.0% 2月平均4.5% 3月平均5.4%                       |        |               |              |          |              |                                         |
| 最高7.5% (vol.63)最低1.8% (vol.38)                        |        |               |              |          |              |                                         |
| 平均視聴率 5.0%（視聴率は関東地区・ビデオリサーチ社調べ） |        |               |              |          |              |                                         |

### 原作との主な相違点
ドラマでの設定変更に伴い、登場人物名をはじめ、事件の経緯や真犯人なども変更されているが、ここではそれ以外について触れる。
- 登場人物の設定変更など
  - 「club indigo」は原作ではフリーライターの晶と雑誌編集者の塩谷が本業の傍ら共同経営していたが、ドラマでは塩谷が出版社を辞めた後、自身の退職金で「club indigo」の経営を始めている。
  - 晶は原作ではフリーライターと「club indigo」オーナーの二足のわらじを履いているが、ドラマでは婚約者・司の失踪と身に覚えのない賄賂の疑いによりファッション誌の編集長を務めていた出版社を追われたことから一文無しとなり、そこへ現れた塩谷から司の借金・3000万円の返済（のちにこの借金は、晶を「club indigo」に引き止めておくために塩谷がでっち上げたものだったことが判明）を迫られたため、やむなく「club indigo」の雇われ店長となる。ただし、晶自身は次の仕事を決めて早く店長を辞めたいと考え、店長職の合間に就職活動を続けていたが、司が関わっていたある事件の解決後は、店長職に本腰を入れるようになる。また、元ヤンキーという設定が追加されている[3]。
  - ポンサックは、原作ではプロのキックボクサーだったが、ドラマでは「club indigo」のホスト。またプロフィールの一部が変更されている（原作では本名・内田智久で一児の父親だったが、ドラマでは本名・本田作太郎で五男一女の父親）。
  - 原作ではモイチのみの登場だが、ドラマではモイチとモサクの双子として登場。
- エピソード1
  - 原作では、TKOはある事件の解決後「club indigo」を辞めてタレントに転身したが、ドラマではある事件の犠牲者となる。
- エピソード2
  - 小金澤は原作では渋谷区長だったが、ドラマでは民政党の国会議員。
- エピソード3
  - 雅也の勤めるホストクラブは、原作ではシルキークラブだったが、ドラマではパンドラ。また雅也が襲われたのは、原作では1人目だったが、ドラマでは5人目。
  - 真犯人に階段から突き落とされた晶が怪我の手当てをしたのは、原作では樹のマンションだったが、ドラマでは「club indigo」。
  - 原作では樹は事件解決後にエルドラドを辞めて帰郷するが、ドラマでは辞意を伝えるも、晶やホストたちから事件で店に迷惑をかけた責任を取ってもらうと引き止められ、引き続き「club indigo」で働くことになる。
- エピソード4
  - 晶に祐梨亜を預かるよう依頼するのは、原作では祐梨亜の父親の知人であるジョン太だったが、ドラマでは祐梨亜の両親と友人である塩谷。また祐梨亜を預かる理由も、原作では祐梨亜の両親が夫婦ゲンカをし、父親が家出した母親を捜しに行くためだったが、ドラマでは祐梨亜の両親が仕事で同時期に海外出張するため。
  - ドラマでは自殺志願者が集うサイトのチャットに祐梨亜が参加しているエピソードと、のちに「club indigo」の一員となる吉田吉男もこのチャットに参加し（これがエピソード11・12での伏線となっている）、彼と祐梨亜が計画して狂言誘拐をするエピソードが追加されている。
  - 武琉は原作ではエルドラドの元ホストだったが、ドラマでは六本木のホストクラブ・フェニックスの元ホスト。
- エピソード5
  - 原作ではジョン太の可奈に対する想いは事件解決後に見事報われるが、ドラマでは可奈が既に聡と交際していたことから、告白することなく振られる。
- エピソード6
  - ドラマでは原島と亜矢子が失踪する前に、弓子の転落事件と小平の転落死が追加されている。
- エピソード7
  - ドラマでは歩美（原作では孤梅）がテツと付き合うエピソードが追加されたと同時に、テツにまつわるエピソード8での伏線が張られた。
- エピソード8
  - 殺されたのは原作ではまどかだったが、ドラマでは若菜。そのため、事件発覚後にホストたちがボディガードする対象者も原作では若菜だったのが、ドラマではまどかになっている。また、事件現場から立ち去るテツとぶつかったのは、原作ではTKOだったが、ドラマでは晶。ただしこの時、原作ではテツが“女装”している。
  - ドラマではテツと若菜が同級生だった設定が追加されている。
- エピソード10
  - 明日香は原作では女子高生だったが、ドラマでは女子大生に変更されている。
  - 藤尾の死体を発見するのは原作では犬マンだったが、ドラマではポンサック。さらにドラマでは殺人の罪を着せられ、ポンサックが逮捕されてしまう。
- エピソード11
  - 原作で登場するホストのBINGOとコナンがドラマでは登場しない。その代わりに吉田吉男がBINGOの立ち位置となり、心臓病を抱えながらも有紗を救おうとする姿が描かれている。
  - 有沙・麻衣・佐智子が監禁されていたのは、原作ではホストクラブのクロノスだったが、ドラマではクラブのソニックス。
- エピソード12
  - ランニングプロダクション社長は原作では男性の三国雅明だったが、ドラマでは女性の三国蘭子に変更。なお、三国蘭子は原作ではランニングプロダクションの創業者で三国雅明の母親である。

### スペシャルドラマ「インディゴの夜DX」
ドラマの舞台化とINDIGO4のCDデビューを記念したスピンオフ企画で、サブタイトルは「インディゴ・サスペンス劇場 愛憎の立て籠もり事件 或る女の秘密を探せ!」。晶と憂夜が雑誌取材で外出している間に、ジョン太たちホストが店を盛り上げようとする中で巻き起こる出来事を描いたスペシャルドラマと、キャストのインタビュー映像やINDIGO4のデビュー曲「ココロ-Dear my friends-」のPVの一部を放送。また番組内では、放送地域ごとに舞台公演チケットの特別電話予約が受け付けられた。

#### キャスト (DX)
- 由美 - 瀬戸カトリーヌ
- 船木 - 菊池隆則
- 田端 - かとうあつき
- 杉原雪菜（井上みちる） - 隅一帆（写真のみ）

#### スタッフ (DX)
- ナレーション - 福山潤
- 脚本 - 森ハヤシ
- 演出 - 皆川智之
- ディレクター - 皆藤一
- プロデューサー - 服部宣之（東海テレビ）、橋本芙美（共同テレビ）、後藤勝利（共同テレビ）
- 制作 - 東海テレビ、共同テレビ

#### 放送日時
| 放送局         | 放送日        | 放送時間      |
| -------------- | ------------- | ------------- |
| 北海道文化放送 | 2010年1月30日 | 12:55 - 13:55 |
| 福井テレビ     | 2010年1月31日 | 16:00 - 17:00 |
| 関西テレビ     | 2010年1月31日 | 24:35 - 25:34 |
| テレビ大分     | 2010年2月4日  | 15:00 - 16:00 |
| 長野放送       | 2010年2月6日  | 10:40 - 11:40 |
| 東海テレビ     | 2010年2月6日  | 15:55 - 16:55 |
| テレビ西日本   | 2010年2月8日  | 24:35 - 25:35 |
| 新潟総合テレビ | 2010年2月8日  | 27:05 - 28:05 |
| 山陰中央テレビ | 2010年2月8日  | 27:05 - 28:05 |
| 仙台放送       | 2010年2月8日  | 25:10 - 26:10 |
| 岡山放送       | 2010年2月9日  | 24:35 - 25:40 |
| テレビ静岡     | 2010年2月11日 | 14:55 - 15:55 |
| テレビ熊本     | 2010年2月11日 | 14:55 - 15:55 |

| 放送局             | 放送日        | 放送時間      |
| ------------------ | ------------- | ------------- |
| さくらんぼテレビ   | 2010年2月12日 | 15:55 - 16:53 |
| 高知さんさんテレビ | 2010年2月14日 | 24:25 - 25:20 |
| 富山テレビ         | 2010年2月20日 | 12:55 - 13:55 |
| 沖縄テレビ         | 2010年2月20日 | 13:00 - 14:00 |
| 石川テレビ         | 2010年2月20日 | 15:00 - 16:00 |
| テレビ新広島       | 2010年2月21日 | 25:00 - 26:00 |
| フジテレビ         | 2010年2月24日 | 26:48 - 27:48 |
| サガテレビ         | 2010年2月25日 | 25:50 - 26:50 |
| 福島テレビ         | 2010年2月27日 | 13:55 - 14:55 |
| テレビ愛媛         | 2010年2月27日 | 24:25 - 25:25 |
| テレビ宮崎         | 2010年3月13日 | 14:30 - 15:30 |
| 秋田テレビ         | 2010年3月28日 | 16:25 - 17:25 |

### 関連商品

#### 書籍
- インディゴの夜 公式フォトブック（2010年4月12日発売、学研パブリッシング、ISBN 978-4-05-404570-5）

#### 音楽
- 「インディゴの夜」サウンドトラック（森英治、2010年4月7日配信開始、iTunes・moraにて配信[注 4]）

#### DVD
- インディゴの夜 DVD-BOX1（2010年7月21日発売）
- インディゴの夜 DVD-BOX2（2010年8月18日発売）
- インディゴの夜 DVD-BOX3（2010年8月27日発売）
- インディゴの夜 DVD-BOX4（2010年9月1日発売）
- インディゴの夜 DVD-BOX5（2010年9月15日発売）

| 東海テレビ・フジテレビ系 昼ドラ     | 東海テレビ・フジテレビ系 昼ドラ      | 東海テレビ・フジテレビ系 昼ドラ  |
| 前番組                              | 番組名                               | 次番組                           |
| ----------------------------------- | ------------------------------------ | -------------------------------- |
| Xmasの奇蹟 (2009.11.2 - 2009.12.29) | インディゴの夜 (2010.1.5 - 2010.4.2) | 娼婦と淑女 (2010.4.5 - 2010.7.2) |

## 舞台

### 2010年版
ドラマの放送終了後、東京公演を皮切りに全国22都市で上演された。東海テレビ製作の昼ドラマの舞台化は『はるちゃん』（テレビ放送開始は1996年 - 、舞台公演は2004年）以来6年ぶり。

#### キャスト（舞台・2010年版）
- 犬マン - 天野浩成
- モイチ - 高木万平
- モサク - 高木心平
- 樹 - 真山明大
- アレックス - 深水元基
- 沢田研三 - 瀬下尚人 (THE CONVOY)
- 三国蘭子 - 貴城けい

#### スタッフ（舞台・2010年版）
- 原作 - 『インディゴの夜』シリーズ 加藤実秋著（東京創元社刊）
- 脚本 - 樫田正剛
- 演出 - 星田良子（共同テレビ）
- 企画制作 - フジテレビ、東海テレビ、共同テレビ

#### 公演日程（舞台・2010年版）
| 開催地 | 日程                            | 会場                        |
| ------ | ------------------------------- | --------------------------- |
| 東京   | 2010年4月30日・5月1日・2日・3日 | 新国立劇場 中劇場           |
| 仙台   | 2010年5月5日                    | 電力ホール                  |
| 山形   | 2010年5月7日                    | 山形市民会館                |
| 福島   | 2010年5月9日                    | 郡山市民文化センター        |
| 秋田   | 2010年5月10日                   | 秋田市文化会館              |
| 札幌   | 2010年5月12日                   | 札幌市民ホール              |
| 名古屋 | 2010年5月15日・16日             | 名鉄ホール                  |
| 静岡   | 2010年5月18日                   | 静岡市民文化会館 中ホール   |
| 三島   | 2010年5月19日                   | 三島市民文化会館 大ホール   |
| 大阪   | 2010年5月22日・23日             | シアター・ドラマシティ      |
| 福井   | 2010年5月25日                   | 福井市文化会館              |
| 石川   | 2010年5月26日                   | 本多の森ホール              |
| 富山   | 2010年5月27日                   | 富山県民会館                |
| 松本   | 2010年5月28日                   | まつもと市民芸術館 主ホール |
| 新潟   | 2010年5月29日                   | 新潟県民会館 大ホール       |
| 広島   | 2010年6月11日                   | 広島アステールプラザ        |
| 岡山   | 2010年6月12日                   | 岡山市民会館                |
| 福岡   | 2010年6月14日                   | 福岡市民会館                |
| 熊本   | 2010年6月15日                   | 崇城大学市民ホール          |
| 大分   | 2010年6月16日                   | 大分文化会館                |
| 宮崎   | 2010年6月17日                   | 宮崎市民文化ホール          |
| 沖縄   | 2010年6月20日                   | 那覇市民会館 大ホール       |

### 2020年版
2020年5月9日から17日にかけて東京都・シアターサンモールで開催が予定されていたが2019新型コロナウイルスの影響で延期になった。

#### キャスト（舞台・2020年版）
- ジョン太 - 石田隼
- テツ - 阿部快征
- TKO - 佐藤信長
- 犬イヌマン - 齋藤健心
- DJ本気 - 今井稜
- 憂夜 - 八神蓮
- 塩谷馨 - 倉貫匡弘
- 高原晶 - MiKi
- その他のキャスト - 横井彩佳、吉村冴加

#### スタッフ（舞台・2020年版）
- 原作 - 「インディゴの夜」シリーズ 加藤実秋著（集英社文庫刊）
- 脚本・演出 - 西条みつとし（TAIYO MAGIC FILM）
- 脚本協力 - 宮田聖
- 作詞 - 神楽澤小虎（MAG.net）
- 音楽 - 大内慶
- 振付 - 伊東蓮
- 照明 - 赤田智宏
- 音響 - 星野大輔
- 美術 - 竹邊奈津子
- 衣裳 - 後藤みなみ
- ヘアメイク - 前川泰之
- 演出助手 - 美波利奈
- 舞台監督 - 奥田晃平
- スチールカメラマン - 立川賢一（studio cyan）
- デザイン - 森田悠介（SOOUK）
- 制作協力 - アプル
- WEB - 甲斐真菜美
- 宣伝 - 荒井沙樹、巽千夏
- 制作 - 小川文乃
- プロデューサー - 渡辺詩織
- エグゼクティブプロデューサー - 吉井敏久
- 協力 - えりオフィス、スペースクラフト・エンタテインメント、TRUSTAR、ドルチェスター、宝映テレビプロダクション、ルビーパレード（50音順）
- 衣裳協力 - 新宿テーラー/KAMURO

## 漫画
スクウェア・エニックス社ビッグガンガン 2013年Vol.12より2016年vol.3まで連載された。作画は白木苺、構成・背景設定は中村朝。
- ビッグガンガンコミックス

1. 2015年5月20日発売、ISBN 978-4-757-54374-4
  - 収録作品：「インディゴの夜」「センター街NPボーイズ」
2. 2015年5月20日発売、ISBN 978-4-757-54640-0
  - 収録作品：「センター街NPボーイズ」「原色の娘」
3. 2015年9月25日発売、ISBN 978-4-757-54746-9
  - 収録作品：「7Days活劇」「チョコレートビースト」
4. 2016年3月25日発売、ISBN 978-4-757-54933-3
  - 収録作品：「チョコレートビースト」「真夜中のダーリン」